# Десило се синоћ
Епизода Десило се синоћ је 5. епизода 1. сезоне серије МЗИС: Њу Орлеанс. Премијерно је приказана 31. октобра 2014. године на каналу Си-Би-Ес.

## Опис
Сценарио за епизоду је писао Џек Бернштајн, а режирао ју је Арвин Браун.
Када је главни водник I класе специјализован за контраобавештајство пронађен мртав, након што је уављен у води, екипа истражује и ускоро открива да је жртвин жена отета и да се захтева откуп док специјални агент ФБИ-ја Тобијас Форнел долази у Њу Орлеанс да помогне Прајду и екипи у истрази.
У овој епизоди се појављуе директор Леон Венс. 

## Ликови

### Из серијеМЗИС: Њу Орлеанс
- Скот Бакула као Двејн Касијус Прајд
- Лукас Блек као Кристофер Ласејл
- Зои Меклилан као Мередит Броди
- Роб Керкович као Себастијан Ланд
- К. К. Х. Паундер као др Лорета Вејд

### Из серијеМЗИС
- Роки Керол као Леон Венс